# Renedo de la Inera
Renedo de la Inera ist ein spanischer Ort in der Provinz Palencia der Autonomen Gemeinschaft Kastilien und León. Der Ort gehört zu Aguilar de Campoo, er liegt acht Kilometer südöstlich vom Hauptort der Gemeinde. 

## Sehenswürdigkeiten
- Romanische Kirche San Roque, erbaut im 13. Jahrhundert